# Mestocharis bimacularis
Mestocharis bimacularis är en stekelart som först beskrevs av Johan Wilhelm Dalman 1820.  Mestocharis bimacularis ingår i släktet Mestocharis och familjen finglanssteklar. Arten är reproducerande i Sverige. Inga underarter finns listade i Catalogue of Life.